# Julián López Martín
Julián López Martín (Toro, Zamora, 21 de abril de 1945) sacerdote católico español, obispo de Ciudad Rodrigo entre 1994 y 2002. Desde el 28 de abril de 2002 hasta el 21 de octubre de 2020 fue obispo de León, cuando el papa Francisco aceptó su renuncia.
Ha presidido la Comisión de Liturgia de la Conferencia Episcopal Española entre 2002 y 2010 y desde 2014 a la actualidad.

## Biografía
Desarrolló sus estudios en el Seminario Diocesano de Zamora donde fue ordenado presbítero el 30 de junio de 1968. Continuó sus estudios en el Pontificio Instituto Litúrgico de San Anselmo de Roma donde cursó Sagrada Liturgia y se doctoró en 1975. 
Tras la ordenación desempeñó diversos cargos de tipo pastoral en la diócesis de Zamora, siendo nombrado en 1978 canónigo de la Catedral y, más tarde, delegado diocesano de Pastoral litúrgica. Ha sido también profesor de diversos centros y facultades de Teología en España.
El 15 de julio de 1994 fue nombrado obispo de Ciudad Rodrigo por el Papa Juan Pablo II. Recibió el nombramiento como obispo de León el 19 de marzo de 2002, tomando posesión el 28 de abril.
Recibió del II Memorial Pera Tena de Pastoral Litúrgica (2016), concedido por el Centre de Pastoral Litúrgica de Barcelona (enlace roto disponible en Internet Archive; véase el historial, la primera versión y la última)., recibido conjuntamente con el sacerdote claretiano Juan María Canals. Con la concesión del Memorial se quiso distinguir la labor realizada por ambos al servicio de una mejor celebración y vivencia de la liturgia en España en la línea abierta por el Concilio Vaticano II, y por la que tan activamente trabajó el recordado obispo Pere Tena, al que ambos se han manifestado siempre estrechamente vinculados. Y, con ellos, el CPL quiso también distinguir la labor que en todo el territorio español se ha llevado y se sigue llevando a cabo para lograr que las celebraciones litúrgicas sean realmente el momento culminante de la vida de la comunidad cristiana.
El 21 de octubre de 2020 fue aceptada su renuncia tras haber cumplido los 75 años de edad. Continuó al frente de la diócesis de León en calidad de administrador apostólico hasta el 19 de diciembre.

### Cargos en la Conferencia Episcopal
Dentro de la Conferencia Episcopal Española ha pertenecido a la Comisión de Liturgia entre 1994 y 2010, de la que ha sido presidente entre 2002 y 2010. En 2014 volvió a ser elegido presidente de la misma. Entre 2011 y 2021 fue Delegado Nacional para los Congresos Eucarísticos Internacionales.
Entre 1996 y 1999 fue también miembro de la Comisión de Enseñanza y Catequesis y, entre 1996 y 2002, del Comité para el Diaconado Permanente.

### Cargos en la Curia Romana
El papa Benedicto XVI lo nombró miembro de la Congregación para el Culto Divino y la Disciplina de los Sacramentos en 2011 para cinco años, siendo confirmado el 6 de septiembre de 2016 por el papa Francisco, permaneciendo como miembro de esta Congregación hasta 2022.

## Publicaciones
Como escritor ha publicado un gran número de libros sobre teología y liturgia. Destacan: Liturgia fundamental, La liturgia en la vida de la Iglesia (Madrid 1987), La liturgia de la Iglesia (Madrid 1994).